# TorrentFlux
Torrentflux là một phần mềm chứa nhiều giao diện đồ họa khác nhau cho người dùng trình khách BitTornado. Torrentflux được viết bằng ngôn ngữ lập trình PHP kết hợp cơ sở dữ liệu MySQL chạy trên máy chủ. Phiên bản beta phát hành gần đây hỗ trợ chuẩn ADODB, cho phép sử dụng hệ cơ sở dữ liệu đa dạng hơn. Rất nhiều phiên bản chỉnh sửa Torrentflux hack đã ra đời để thêm các chức năng riêng.